# Eutropis innotata
Eutropis innotata är en ödleart som beskrevs av  Blanford 1870. Eutropis innotata ingår i släktet Eutropis och familjen skinkar. Inga underarter finns listade i Catalogue of Life.